# Neotènia

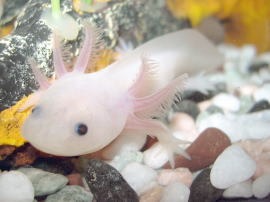
Un axolot subadult. Els axolots adults són neotènics i retenen aquesta aparença

La neotènia es dona quan persisteixen unes característiques juvenils en l'estat adult. Els individus amb neotènia pateixen un retard en el desenvolupament somàtic, ja sigui de manera global o local.
Es parla de neotènia quan es troben, en formes adultes, els caràcters dels seus avantpassats evolutius. Un exemple de neotènia són els axolots, larves de salamandra tigrada (Ambystoma tigrinum) que no passen a l'estat adult. Aquests amfibis mantenen les brànquies (tret característic dels peixos), fet que significa la persistència d'una característica pròpia del seu estat larval durant tota la vida.
Molts teòrics evolucionistes com Desmond Morris sostenen que la neotènia ha estat un canvi adaptatiu clau en l'evolució humana. Aquests són trets neotènics en els éssers humans: cara aplanada, cara més ampla, cervell gros, cos sense pèl, cara sense pèl, nas petit, reducció de l'arc superciliar, dents petites, mandíbula superior petita, maxil·lar inferior petit, ossos del crani molt prims, extremitats proporcionalment curtes en comparació amb la longitud del tors, cama més llarga que el braç, ulls més grans i postura dreta.